# Valerij Brumel'
Valerij Nikolaevič Brumel' (in russo Валерий Николаевич Брумель?; Tolbuzhino, 14 aprile 1942 – Mosca, 26 gennaio 2003) è stato un altista sovietico, fra i più grandi specialisti del XX secolo.
Durante la sua breve carriera ha vinto un oro e un argento olimpico, un titolo europeo e ha battuto sei volte il record del mondo portandolo da 2,22 a 2,28 m. Nel 1965 a soli 23 anni fu costretto a ritirarsi dall'atletica a causa di un grave incidente in moto: mentre correva su una motocicletta guidata da una sua amica, il mezzo sbandò e nell'incidente Brumel' ebbe gravi fratture alle gambe. Dopo una lunga serie di interventi chirurgici e 4 anni di assenza provò a tornare alle gare senza però più riuscire a ripetersi alle misure precedenti.

## Biografia

### Gli anni giovanili
Brumel' nasce nel 1942 nel piccolo villaggio siberiano di Tolbuzhino. I suoi genitori, Ljudmila e Nikolaj, sono geologi e per il loro lavoro sono costretti a continui spostamenti. Nel 1952 la famiglia si stabilisce a Luhansk, città mineraria dell'Ucraina dove Valeri inizia ad avvicinarsi all'atletica leggera sotto la guida di Piotr Stein che lo introduce al salto in alto. I suoi miglioramenti sono continui e a 17 anni riesce a superare il muro dei 2 metri, tanto che il suo allenatore riesce a fargli ottenere una borsa di studio per l'Università di Mosca, che gli permette di abbandonare il suo lavoro in una fabbrica di prodotti alimentari di Leopoli.
A Mosca Valerij incontra Vladimir Dyachkov, il miglior allenatore russo della specialità, che gli insegna la tecnica del salto ventrale di cui Brumel' sarà forse il miglior interprete. I suoi progressi sono rapidi e la primavera successiva si porta a 2,08 m, conquistando un sesto posto ai Campionati russi. Il 17 agosto, a Mosca, migliorerà il suo personale di altri 9 cm fissando con 2,17 m il nuovo record europeo e guadagnandosi un biglietto per le Olimpiadi di Roma in cui all'improvviso è diventato uno dei favoriti per il podio.

### Gli anni del successo

Il podio del Salto in alto ai Giochi olimpici di Roma. Da sinistra: John Thomas, Robert Šavlakadze e Valerij Brumel'

A Roma l'uomo da battere è lo statunitense John Thomas, all'epoca detentore del record del mondo. Brumel' riesce a saltare 2,16 ma non è sufficiente per l'oro, che andrà al georgiano Robert Šavlakadze, autore della stessa misura ma con meno errori. Il favorito Thomas arriverà solo terzo con 2,14. A soli 18 anni Brumel' è ormai entrato nel gotha della specialità, grazie alle sue straordinarie doti di elevazione e all'eleganza del suo salto ventrale (che gli varrà il soprannome di Lord Brumel, con riferimento al maestro d'eleganza per antonomasia Beau Brummell).
Il primo record del mondo arriva nel giugno 1961 a Mosca, a cui faranno seguito altri sei record nei tre anni successivi che lo porteranno a fissare il nuovo limite a 2,28 m. In questi anni Brumel' dà vita a spettacolari sfide con Thomas nelle annuali sfide USA-URSS.
Nel 1964 arriva anche il primo e unico oro olimpico. Brumel' si presenta a Tokyo in condizioni fisiche precarie, e stenta a qualificarsi su una pedana bagnata saltando i 2,06 m richiesti per la finale solamente al terzo tentativo. In finale però riesce a sfoderare tutta la sua classe, e batte nuovamente il rivale Thomas dopo cinque ore di battaglia. Entrambi arriveranno a 2,18, ma stavolta il minor numero di errori premia Valeri.

### L'incidente
La sera del 4 ottobre 1965 a Mosca Brumel' è passeggero su una moto guidata dalla sua amica Tamara Golikova, esperta centauro che ha alle sue spalle numerose vittorie in corse motociclistiche. All'improvviso, per motivi sconosciuti, mentre stanno attraversando un viale che corre lungo la Moscova Tamara perde il controllo della moto che si va a schiantare contro un albero. Lei uscirà illesa dall'impatto mentre Valerij si frattura la gamba destra, la sua gamba di stacco.
Il quadro clinico appare subito grave e Valerij rischia addirittura l'amputazione dell'arto, a causa di quattro focolai di osteomielite. Fortunatamente l'eventualità viene scongiurata ma l'atleta è costretto a muoversi con le stampelle poiché il callo osseo non si è riformato e la gamba destra è diventata tre centimetri più corta della sinistra. La sua brillante carriera sembra essersi definitivamente conclusa.

### Il ritorno
Valerij non si rassegna alla cattiva sorte e dichiara a più riprese: "Io riprenderò a saltare". Da tutte le parti della Russia e del mondo arrivano lettere di incoraggiamento che spingono lo sfortunato campione a tentare il ritorno e gli danno la forza di sottoporsi a 37 interventi chirurgici girando numerose cliniche, sino a che nel maggio del 1968 il professor Gavriil Abramovič Ilizarov completa un difficilissimo intervento di allungamento della struttura ossea che gli permette di recuperare i tre centimetri persi della gamba destra.
Il suo ritorno alle gare è nel giugno 1969, con un misero (per lui) 2,03 m. Il miracolo del suo rientro riesce solo a metà, e nonostante tutti i suoi sforzi non riuscirà ad andare oltre 2,07 m rimanendo ben lontano dai suoi livelli pre-incidente. Dopo un solo anno di attività agonistica si decide a ritirarsi definitivamente.

### Dopo l'atletica
Dopo il ritiro, nel 1972 sposerà in seconde nozze la cavallerizza Elena Petuškova oro a squadre nel dressage alle Olimpiadi di Monaco di Baviera e tre volte iridata. Si laurea in psicologia dello sport, e scrive un'autobiografia intitolata Il diritto al salto, a cui faranno seguito altri due libri e cinque pièce teatrali. La sua vicenda personale ha anche ispirato un film, Secondo tentativo. Morirà a soli sessant'anni, dopo lunga malattia, anche se in molti daranno la responsabilità al suo alcolismo.

## Palmarès

### Medaglie
- 1 Oro olimpico a Tokyo 1964
- 1 Argento olimpico a Roma 1960
- 1 Oro agli Europei di atletica Belgrado 1962
- 1 Oro alle Universiadi Sofia 1961

### Record del mondo
- 18 giugno 1961 Mosca: 2,23 m
- 16 luglio 1961 Mosca: 2,24 m
- 31 agosto 1961 Sofia: 2,25 m
- 22 luglio 1962 Palo Alto: 2,26 m
- 29 settembre 1962 Mosca: 2,27 m
- 21 luglio 1963 Mosca: 2,28 m

### Altri record personali
- Brumel' è stato un atleta completo in tutte le specialità, tanto che fra i suoi record personali si possono trovare 10,5" nei 100 m, 4,20 m nel salto con l'asta, 7,65 m nel salto in lungo e 15,84 m nel getto del peso.

## Altre competizioni internazionali
1965
- Coppa Europa di atletica leggera ( Stoccarda)